# Zo d'Axa
Alphonse Gallaud de la Pérouse, (Paris, 24 de maio de 1864 – Marselha, 30 de agosto de 1930) mais conhecido como Zo d'Axa, foi um jornalista, escritor, ativista antimilitarista, pintor, aventureiro e satírico, fundador de dois importantes periódicos franceses L'EnDehors e La Feuille. Foi também um dos mais notáveis anarquistas individualistas da virada do século XIX ao XX.

## Biografia
Zo d'Axa nasceu em Paris no dia 24 de maio de 1864. Filho de uma família de classe média descendente do famoso navegador francês Jean-François de Galaup conde da Pérouse. Juntou-se ao exército, mais especificamente a cavalaria aos 18 anos com o intuito de se afastar da sua família. Percebendo um pouco depois o equívoco desertou para a Bélgica levando consigo a amante do oficial que lhe era superior.
Em 1889 d'Axa foi expulso da Bélgica exilado na Itália. Em território italiano dirigiu um jornal ultra-católico e dedicou seu tempo livre para seduzir as mulheres da região. Reza a lenda popular que durante seu tempo na Itália d'Axa estava hesitante entre se tornar um anarquista ou missionário religioso quando fora acusado (erroneamente, diria ele) de ter insultado a Imperatriz da Alemanha, tornando-se um anarquista diante dos processos legais subsequentes contra ele.
"ele era um tipo de condotieri socialista, um dandy, um libertino, e aventureiro natural. Ernest La Jeunesse o apelidara de Recruta Restaurante— Jules Bertaut, Paris 1870-1935, 2007.
Passou os anos seguintes sendo perseguido pela polícia de país em país, até que fora assinada a anistia geral na França e pode retornar para Paris. Até aquele momento, tendo levado nos termos do historiador Jules Bertaut "uma das vidas mais irreputáveis", e ser um agitador por temperamento, d'Axa se aproximou do movimento anarquista.

### L'Endehors, exílio na Inglaterra

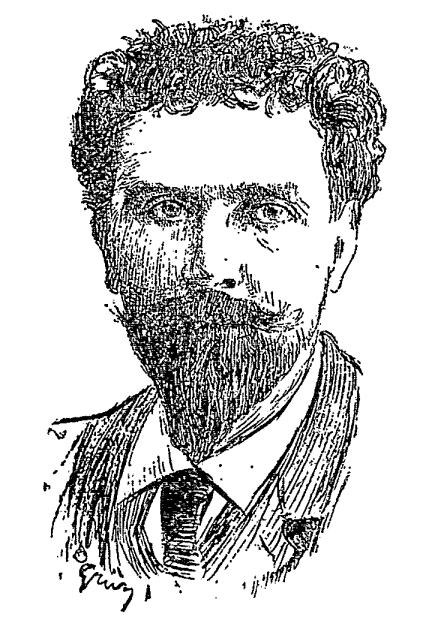
Desenho de Zo d'Axa por Jules Alexandre Grün publicado na revista La Plume em 1 de abril de 1893.

Em maio de 1891 Zo d'Axa publicou o primeiro número do posteriormente famoso periódico libertário L'EnDehors. Esta revista contou com muitos colaboradores, entre eles grandes anarquistas como Jean Grave, os communards Louise Michel e Fortuné Henry, Sébastien Faure, Octave Mirbeau, Tristan Bernard e Émile Verhaeren.
Após a publicação de alguns números d'Axa e L'EnDehors tornaram-se alvo das autoridades. Após os ataques e a detenção de Ravachol e seus companheiros, uma campanha para angariar recursos para a família dos presos foi organizada por d'Axa e outros colaboradores. Aliado aos artigos ácidos contra o autoritarismo do estado francês, a campanha foi a gota d'água esperada pela reação. d'Axa foi preso e trancafiado na prisão de Mazas por um mês.
Após ser liberado ele ainda estava sendo processado e escolheu se exilar na Inglaterra. Estabelecendo-se na cidade de Londres encontrou-se com Camille Pissarro e James Whistler, escrevendo também inúmeros panfletos anarquistas. Decidiu viajar pela Europa sendo expulso da Itália, foi para a Grécia e depois para Constantinopla.

### Segunda prisão, o caso Dreyfus e o asno Ninguém

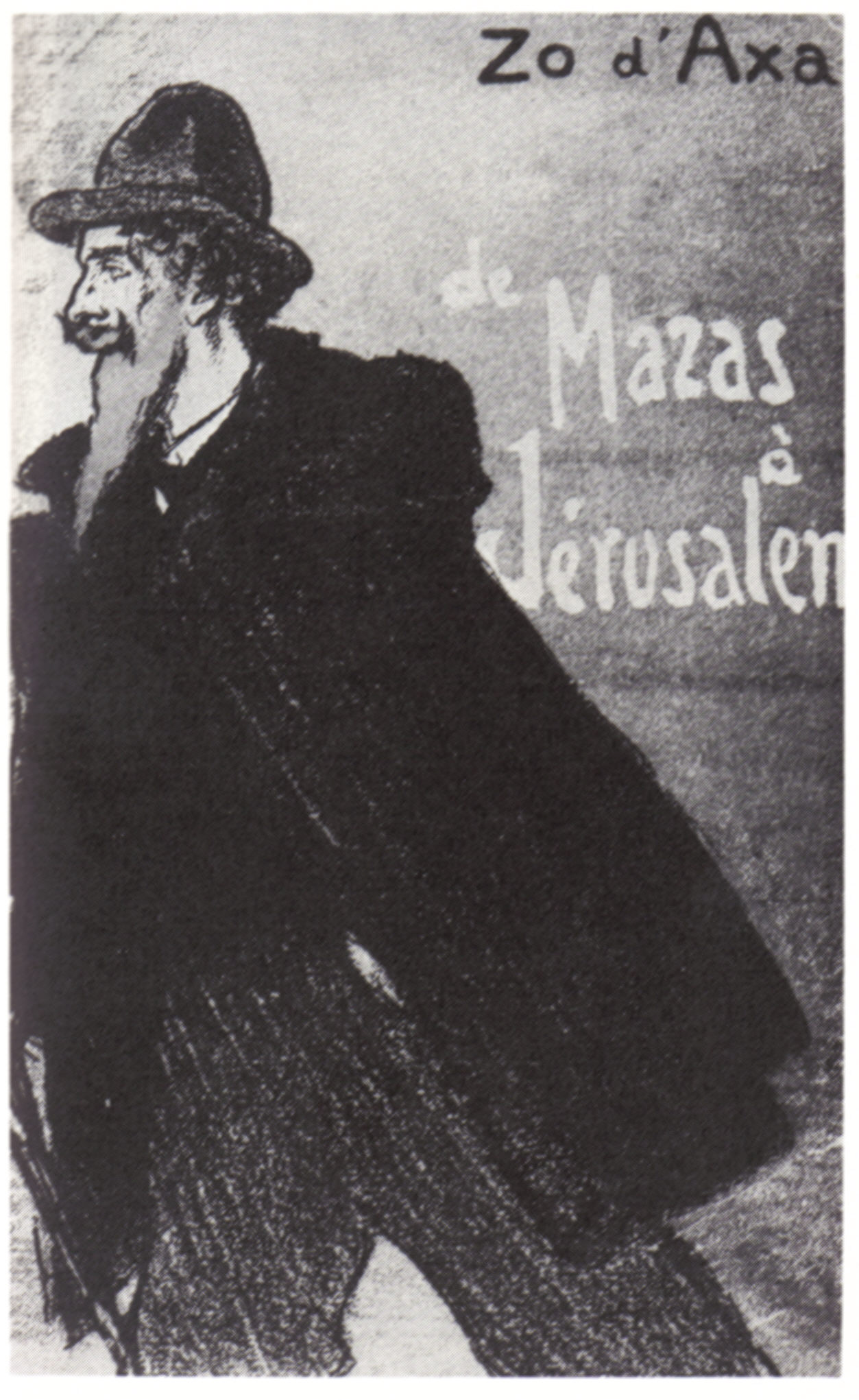
Capa do livro De Mazas à Jerusalém de 1894.

Em 1 de janeiro de 1893, quando desembarcava em Jafa d'Axa foi preso e colocado em ferros em um navio francês para ser levado de volta a Paris. Acabou aprisionado por 18 meses na prisão de Sainte Pelagie. Após sua liberação ele publicou seu livro De Mazas à Jerusalem, que tornou-se rapidamente um grande sucesso.
Em 1898 Zo D'Axa se envolveu no caso Dreyfus, publicando "La Feuille," uma revista ilustrada por Steinlen, Maximilien Luce, Willette, Paul Hermann e outros. Seu grande sucesso foi a apresentação de um asno chamado "Ninguém" durante as eleições para a Câmara de Deputados que, através da contagem dos votos brancos e nulos, foi declarado eleito pela "La Feuille" após uma memorável passeata pelas ruas de Paris que acabou em confronto entre os "partidários do asno" e os promotores da "lei e da ordem".
"Vocês estão sendo enganados! Foi dito que a Câmara dos deputados, composta por imbecis e ladrões, não representa a maioria dos votantes. Isso é falso! Pelo contrário, uma Câmara formada por deputados que são idiotas e ladrões representa perfeitamente os eleitores que vocês são. Não protestem; uma nação têm os líderes que merece!"— Zo d'Axa, Vocês não passam de idiotas
Posteriormente d'Axa visitaria ainda a China, a África e a América do Norte. Nos Estados Unidos encontraria com a viúva de Gaetano Bresci, o assassino do rei Humberto I da Itália.
Após retornar para França, Zo d'Axa passou seus últimos anos em Marselha onde se suicidou no dia 30 de agosto de 1930.

## Pensamento
Enquanto individualista e esteta, d'Axa justificava o emprego da ação direta violenta, concebendo a propaganda pelo Ato, violenta ou não, ela própria como um tipo de arte. Anarquistas — ele escrevera — não têm necessidade de distantes futuros melhores, pois sabem que a melhor forma de alcançar imediatamente o prazer: destruindo apaixonadamente! "É suficientemente simples.", d'Axa proclamou aos seus contemporâneos, "Se nossos voos extraordinários (nos fugues inattendues) lançam as pessoas um pouco além, a razão pela qual isso acontece é porque falamos sobre as coisas do cotidiano como os bárbaros primitivos fariam, nós as atravéssamos."
D'Axa era um boêmio que "adorava seu status de outsider", e defendia um estilo de vida anticapitalista de bandidos anarquistas itinerantes precursor dos ilegalistas e expropriadores franceses. Ele expressava desprezo pelas massas (que em sua perspectiva era formada por multidões de submissos e obedientes) e ódio por seus governantes. Ele foi um importante interprete anarquista da filosofia do anarco-individualista Max Stirner, um defensor de Alfred Dreyfus que não se cansava de ironizar todas as formas de antissemitismo. Foi também um ativista anti-carcerário lutando ininterruptamente contra o confinamento das prisões e penitenciárias.
Sua obra tem sido redescoberta no início do século XXI principalmente por sua contraposição teórica a toda forma de trabalho assalariado e involuntário.

## Obra
- L'EnDehors (1891-1893)
- La Feuille (1897-1899)
- De Mazas à Jérusalem (1895). Ilustrações de Lucien Pissarro, Steinlen e Félix Vallotton.